# 자오수전
자오수전(중국어: 赵淑珍, 병음: Zhao Shuzhen, 한자음: 조숙진)은 중국의 배우이다. 중국계 미국인 가족의 삶을 다룬 미국 영화 《페어웰》에서 암으로 시한부 선고를 받은 빌리네 할머니(나이나이) 역으로 출연하여 미국 영화계의 호평을 받았다.
헤이룽장성 하얼빈시 출신으로, 16세 때 친구를 따라 하얼빈 대극장(哈尔滨大剧院)에 갔다가 우연히 오디션을 보게 되어 배우가 되었다. 이후 40년간 극단에서 100편이 넘는 작품에 출연하였다. 1978년 중국중앙텔레비전이 출범함에 따라 연극 무대에서 브라운관으로 옮겨갔고, 1993년 문화 대혁명을 다룬 연속극에서 엄마 역으로 출연한 이후 유명세를 얻었다. 영화 《페어웰》에 캐스팅된 것은 어릴 때부터 자오수전의 연극을 보고 자랐던 배우 다이애나 린이 자오수전을 룰루 왕 감독과 연결시켜 주었기 때문이다.